# Pisoraca
Pisoraca era il nome di una città romana, corrispondente all'attuale comune spagnolo Herrera de Pisuerga (Palencia), appartenuta in epoca preromana al popolo dei Cantabri e, in seguito alla conquista della Spagna da parte dell'Impero romano, divenne un castrum, sotto Augusto, per le legioni che intrapresero le guerre contro Cantabria e gli Asturi meridionali. Dal 1993, il sito archeologico è stato riconosciuto di interesse culturale.

## Etimologia
Pisoraca è, secondo alcuni studi, un termine di origine celtica, giustificata dal suo suffisso "aca", simile a "briga", anch'esso molto comune in questa lingua. Si ritiene inoltre che questo insediamento primitivo dia il suo nome al fiume Pisuerga, e non viceversa. In questo modo anche il nome Herrera de Pisuerga viene etimologicamente da Pisoraca.
Secondo il libro Toponymy Palentina, la sua origine sarebbe bis-ur-aga, con il significato di "due paludi", forse in allusione ai due fiumi vicini, il Pisuerga e il Burejo.

## Storia
I resti pre-romani trovati durante gli scavi archeologici (ceramiche, monete e resti umani) attestano l'esistenza di un insediamento indigeno prima dell'arrivo dei romani. La cosa più complicata è accertare a quale tribù appartenesse il suddetto insediamento, poiché si trova alla confluenza dei Cantabri, dei Vaccei e dei Turmodigi.
Tuttavia, Tolomeo cita Sisaraca come città turmoga, a cui Floro allude anche come murboga. Tuttavia, nessuna fonte si riferisce a Pisoraca come un insediamento dei Vaccei, nemmeno Enrique Flórez nel suo studio sui limiti dell'antica Cantabria. Gli studi più recenti lo associano ai popoli cantabri.
Approssimativamente, verso la metà del II secolo a.C., la conquista della Spagna dall'Impero romano conquistò l'area, in seguito alla caduta di Pisoraca nel 28-29 a.C., e nel 25 i romani decisero di usarlo, a causa della sua posizione strategica, come fortezza legionaria durante le guerre contro i Cantabri (29 a.C.).
Augusto stesso si recò in Spagna (26 a.C.) per prendere il comando dell'esercito e fondò la Legio IIII Macedonica a Segisama (l'odierna Sasamón), essendo Pisoraca un punto di passaggio indispensabile per attaccare le vicine fortezze della Cantabria di Monte Cildá e Monte Bernorio.
Secondo gli studi condotti dall'IE University, i 6000 legionari della Legio IIII si insediarono a Pisoraca nel 19 a.C., rimanendovi fino al 40 d.C., anno nel quale partirono per Mogontiacum.
Successivamente, l'insediamento fu occupato dall'Ala Parthorum, durante la seconda metà del XIX secolo, fino a quando non fu trasferita in Mauretania Caesariensis, e più tardi dalla cohors I Galica Equitata, che nel II secolo era stata inviata in Mauretania.
In seguito, il sito divenne un importante nodo di comunicazione con i porti della Cantabria e per il trasporto di schiavi e cereali da Tierra de Campos a Flaviobriga, Portus Blendium e Portus Victoriae.
Con la caduta dell'Impero romano d'Occidente, i popoli nativi si stabilirono di nuovo nei loro vecchi insediamenti e nel VI secolo Pisoraca venne conquistata dai Visigoti.

## Scavi archeologici
Le prime tracce dell'antica città trovate a Herrera de Pisuerga furono una lapide, dedicata da Terenzia Nigella a suo marito e suo figlio, risalenti al XVI secolo, e due colonne militari erette da Tiberio e Nerone.
García e Bellido furono i primi ad intuire la posizione dell'insediamento legionario di Pisoraca, sebbene optassero sempre per l'area di Aguilar de Campoo. Come risultato di studi di fotografie aeree, José Antonio Abásolo e Alberto Balil hanno localizzato questo insediamento a Herrera.
I primi scavi archeologici furono effettuate nel 1982, guidata dalla SEK University (dal 2007, IE University), con la collaborazione del governo di Castiglia e León e del Comune di Herrera de Pisuerga, durante i quali sono stati rinvenuti numerosi reperti epigrafici su terra sigillata con il sigillo di Lucio Terenzio, il vasaio della Legio IIII Macedonica, che lavorò ceramiche aretine per rifornire i suoi legionari, e oggetti in vetro, principalmente tazze e fiaschi.
Una delle ultime scoperte è stata, nel luglio 2007, durante alcuni lavori nella piazza centrale della città, di strutture ritenute resti delle mura di demarcazione del campo della Legio IIII Macedonica.
I reperti più antichi trovati a Herrera risalgono al 20 a.C., dove ci sono molti oggetti appartenuti al corpo di fanteria e cavalleria.

## Galleria d'immagini

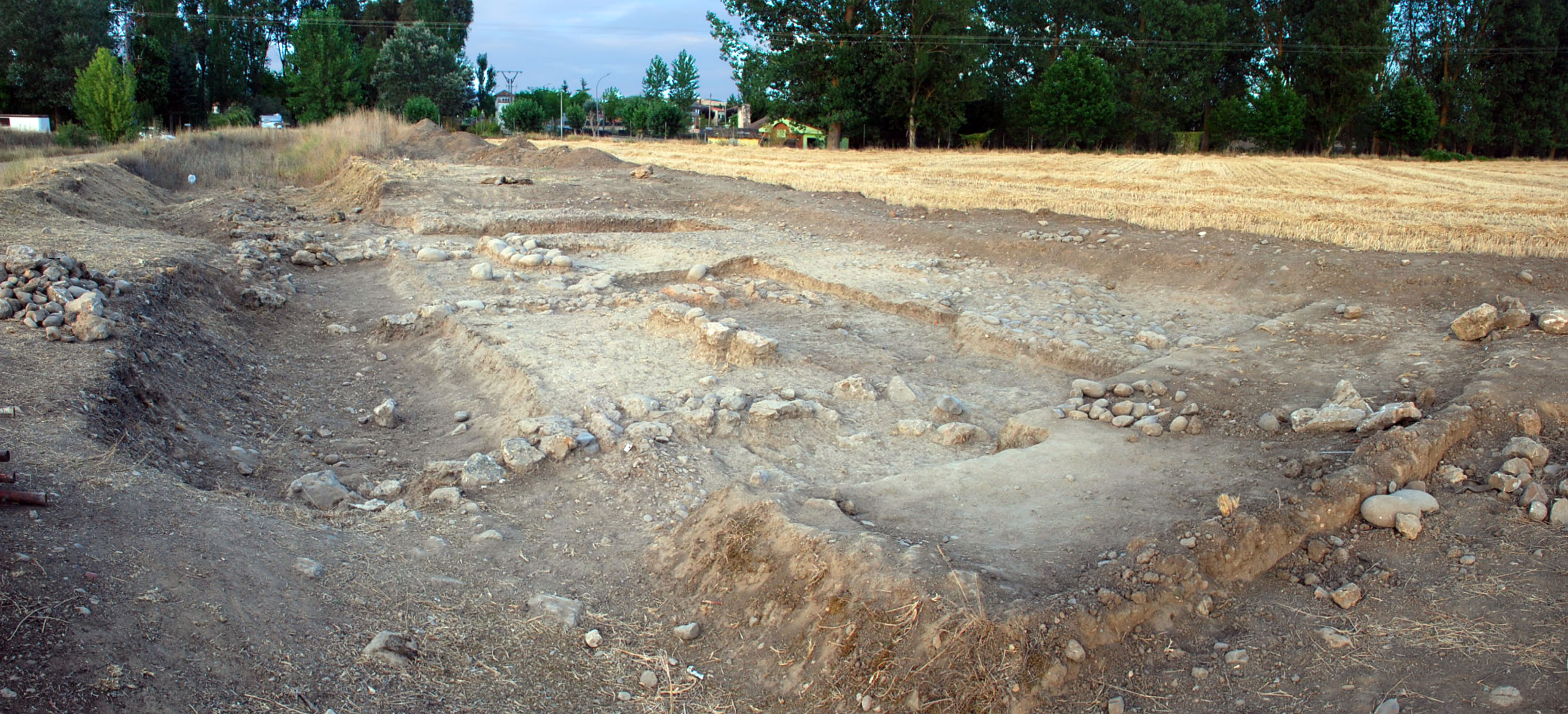
Scavi archeologici alla canabae di Pisoraca (Herrera de Pisuerga).
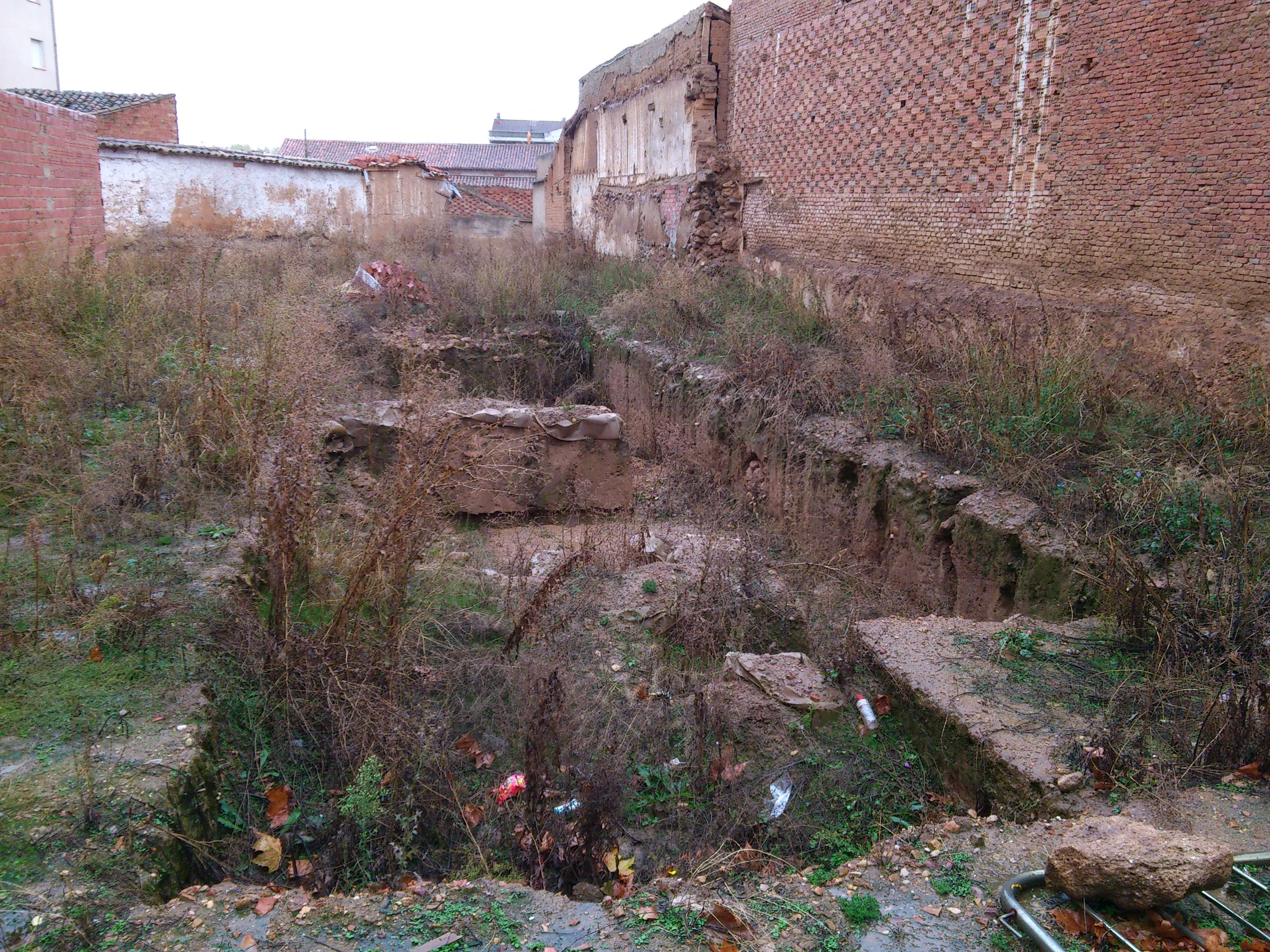
Scavi archeologici nel centro urbano di Herrera de Pisuerga.
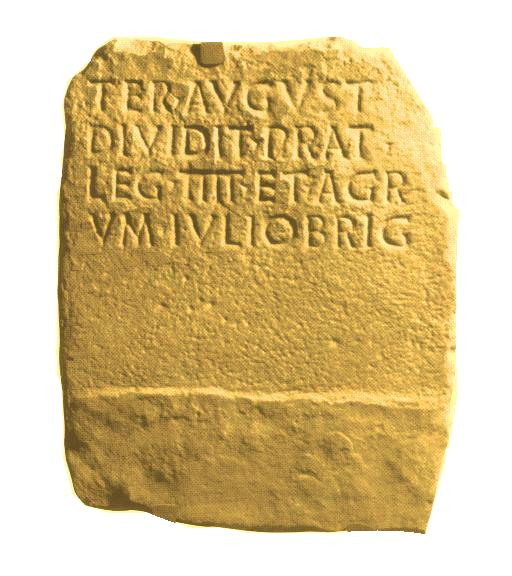
Pietra miliare trovato in Valdeolea (Cantabria), che segna il confine tra il territorio della città romana di Iuliobriga e le terre della Legio IIII Macedonica.
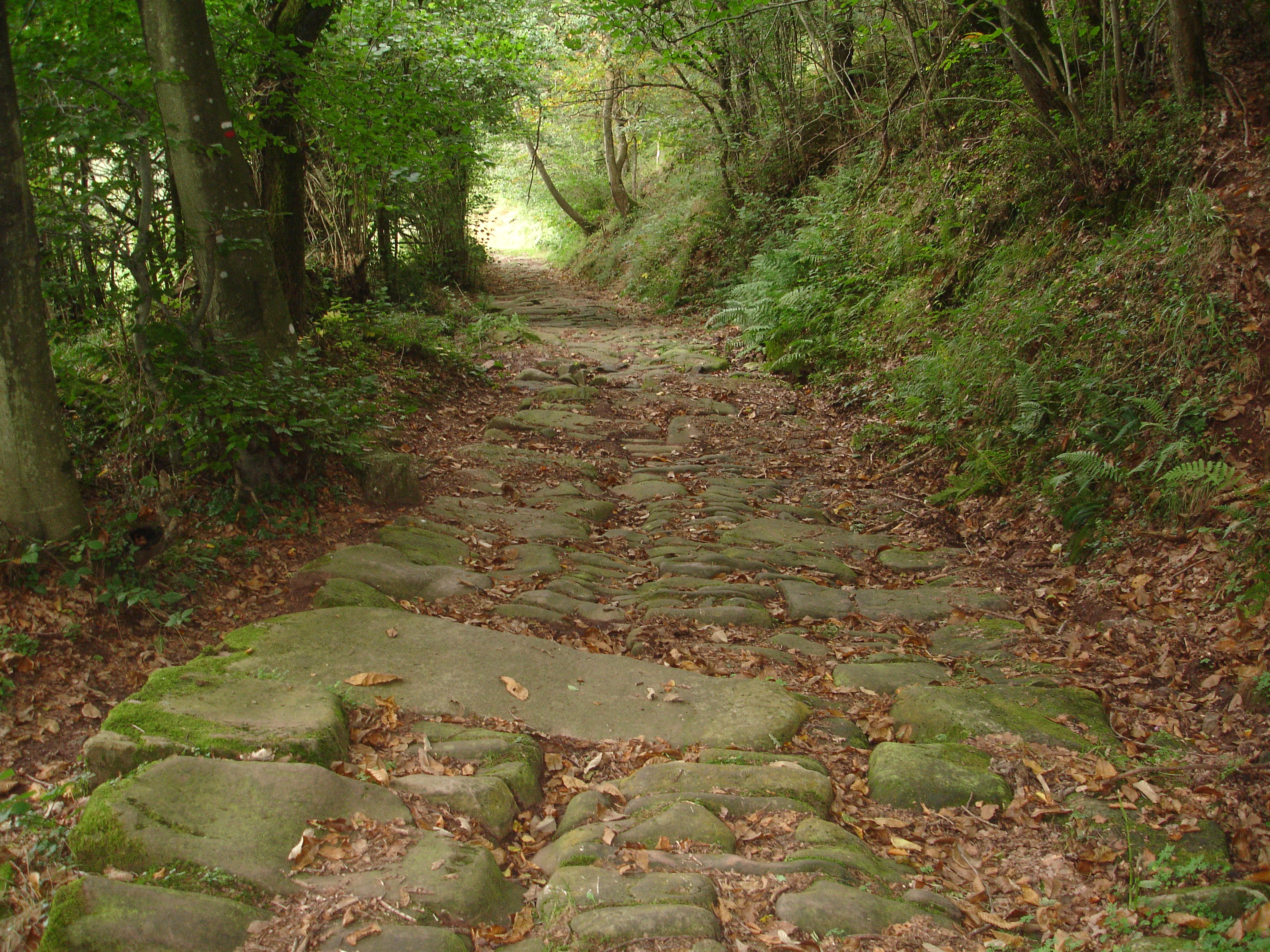
La strada romana della valle di Besaya, che collegava Pisoraca con Portus Blendium (Suances) - sulla costa della Cantabria.
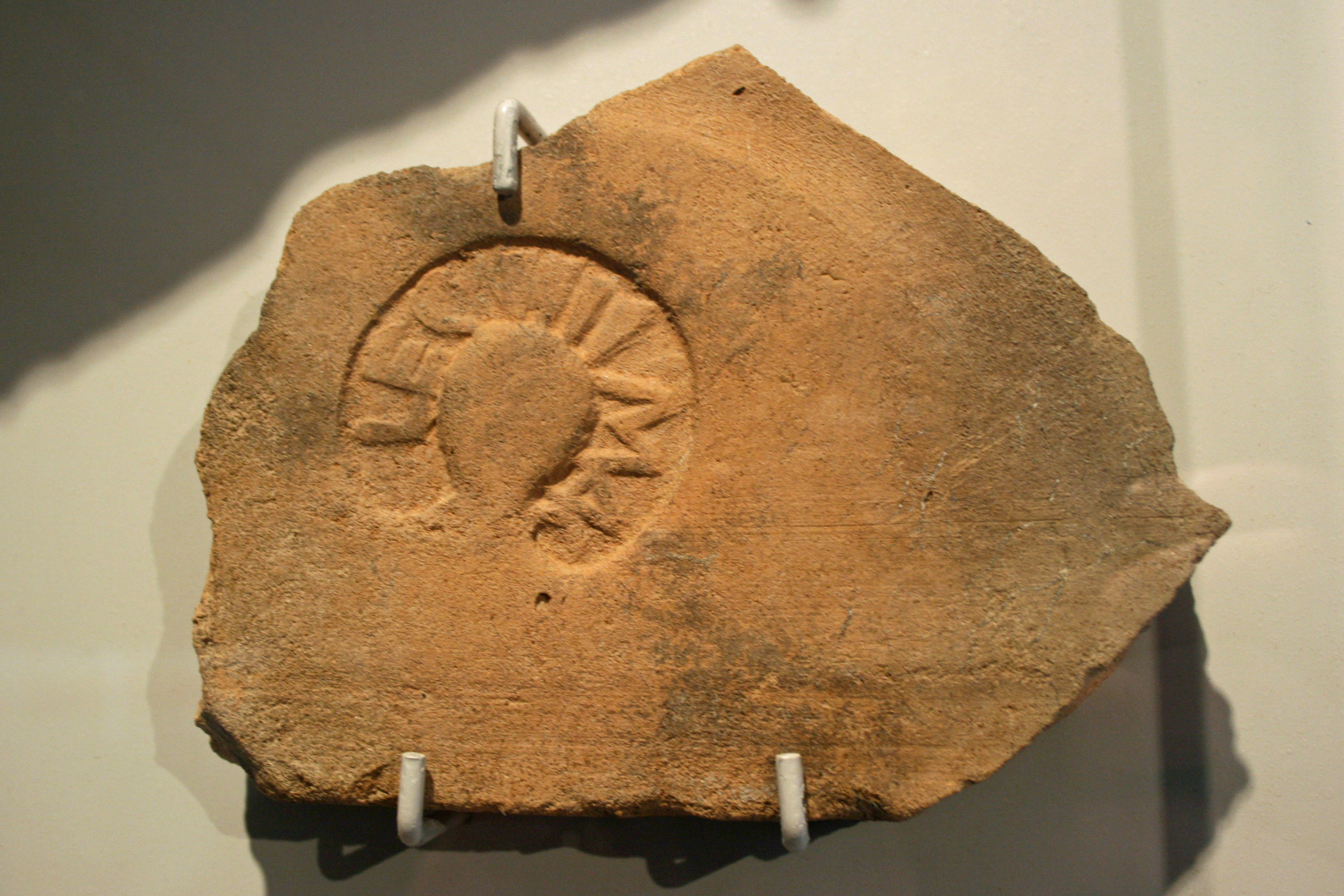
Sigillo della Legio IIII Macedonica trovato in Germania, trasferitasi a Mogontiacum.